# Syngastes clausii
Syngastes clausii is een eenoogkreeftjessoort uit de familie van de Tegastidae. De wetenschappelijke naam van de soort is voor het eerst geldig gepubliceerd in 1883 door Thomson G.M..